# Baai van Køge
De Baai van Køge (Deens: Køge Bugt) is een zee-inham aan de oostkust van het Deense eiland Seeland. Deze baai bestrijkt een oppervlakte van circa 500 km² en heeft een gemiddelde diepte van 10 meter. De kuststrook strekt zich uit van Avdøre in het noorden tot het schiereiland Stevns (bij Stevns Klint) in het zuiden. Het oude stadje Køge ligt centraal aan de baai.
Langs de baai ligt een groot aantal uitgestrekte zandstranden met relatief goede vismogelijkheden. Vooral in de omgeving ten noorden van Køge, ter hoogte van Jersie, Solrød Strand en Ishøj bezitten grote delen van de kuststrook een uitgestrekt strand dat gedeeltelijk van aangelegde zandbanken is voorzien. In het noordelijke gedeelte van de baai ter hoogte van Brøndby Strand, Vallensbæk en Ishøj is er een groot kunstmatig strand aangelegd, genaamd Køge Bugt Strandpark.
Het water van de baai van Køge heeft een uiterst laag zoutgehalte van nauwelijks 1 procent, hetgeen betekent dat de baai nog door iets anders dan alleen het Kattegat gevuld moet worden.
In de baai werden twee zeeslagen uitgevochten: in 1677 en in 1710.